# Friedrich Moch
Friedrich Moch (Memmingen, 12 aprile 2000) è un fondista tedesco.

## Biografia
Attivo in gare FIS dal marzo del 2016, Moch ha esordito in Coppa del Mondo il 25 gennaio 2020 a Oberstdorf (31º), ai Campionati mondiali a Oberstdorf 2021, dove si è classificato 24º nella 15 km, 20º nella 50 km, 38º nello skiathlon e 7º nella staffetta, e ai XXIV Giochi olimpici invernali di Pechino 2022, dove si è piazzato 31º nella 50 km, 13º nello skiathlon e 5º nella staffetta; ai Mondiali di Planica 2023 ha vinto la medaglia di bronzo nella staffetta ed è stato 8º nella 15 km, 7º nello skiathlon e 7º nella sprint a squadre e il 3 dicembre dello stesso anno ha conquistato il primo podio in Coppa del Mondo, a Gällivare in staffetta (3º). Ai Mondiali di Trondheim 2025 si è classificato 25º nella 10 km, 15º nella 50 km, 10º nello skiathlon e 8º nella staffetta.

## Palmarès

### Mondiali
- 1 medaglia:
  - 1 bronzo (staffetta a Planica 2023)

### Mondiali juniores
- 3 medaglie:
  - 2 argenti (10 km, 30 km a Oberwiesenthal 2020)
  - 1 bronzo (staffetta a Lahti 2019)

### Coppa del Mondo
- Miglior piazzamento in classifica generale: 6º nel 2024
- 2 podi (1 individuale, 1 a squadre):
  - 1 secondo posto (individuale)
  - 1 terzo posto (a squadre)

#### Coppa del Mondo - competizioni intermedie
- 3 podi di tappa:
  - 1 secondo posto
  - 2 terzi posti